# دوايت وايت
دوايت وايت (بالإنجليزية: Dwight White)‏ هو لاعب كرة قدم أمريكية أمريكي، ولد في 30 يوليو 1949 في هامبتون في الولايات المتحدة، وتوفي في 6 يونيو 2008 في بيتسبرغ في الولايات المتحدة.

## وصلات خارجية
- دوايت وايت على موقع مرجع كرة القدم المحترفة.كوم (الإنجليزية)